# 장 루이 에르네스트 메소니에

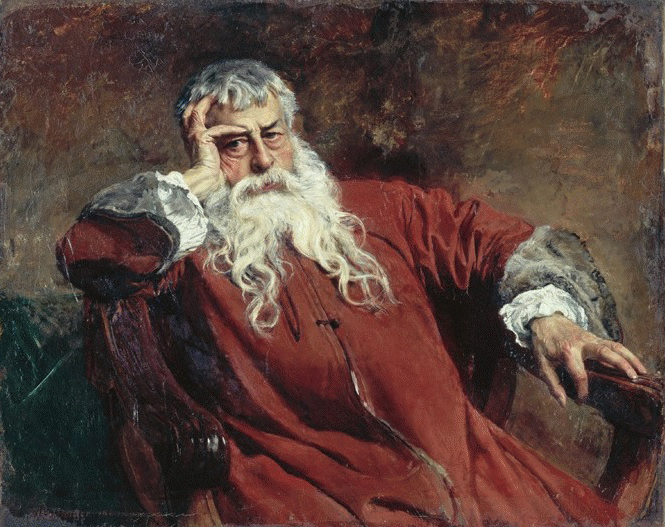
장 루이 에르네스트 메소니에 자화상 (1889년)

장 루이 에르네스트 메소니에(프랑스어: Jean-Louis-Ernest Meissonier, 1815년 2월 21일 ~ 1891년 1월 31일)는 나폴레옹과 그와 관련된 전쟁, 군대 등을 다룬 작품으로 유명한 프랑스의 고전주의 화가, 조각가이다.

## 개요
에르네스트 메소니에는 19세기 말기에 압도적인 지위와 명성을 떨친 화가로서, 놀랄 만큼 세밀한 묘사를 득의(得意)로 했고, 말(馬) 묘사의 명수라고 하며, 명암의 묘사가 정확하여, 사진을 응축한 듯한 정교한 묘사를 보이고 있다. 대표작 <1814년>(1864)은 패퇴하는 나폴레옹을 그려서, 작은 화면이면서도 정경을 아주 가까이 보듯 재현하는 정밀한 묘사를 보이고 있다.

## 주요 작품

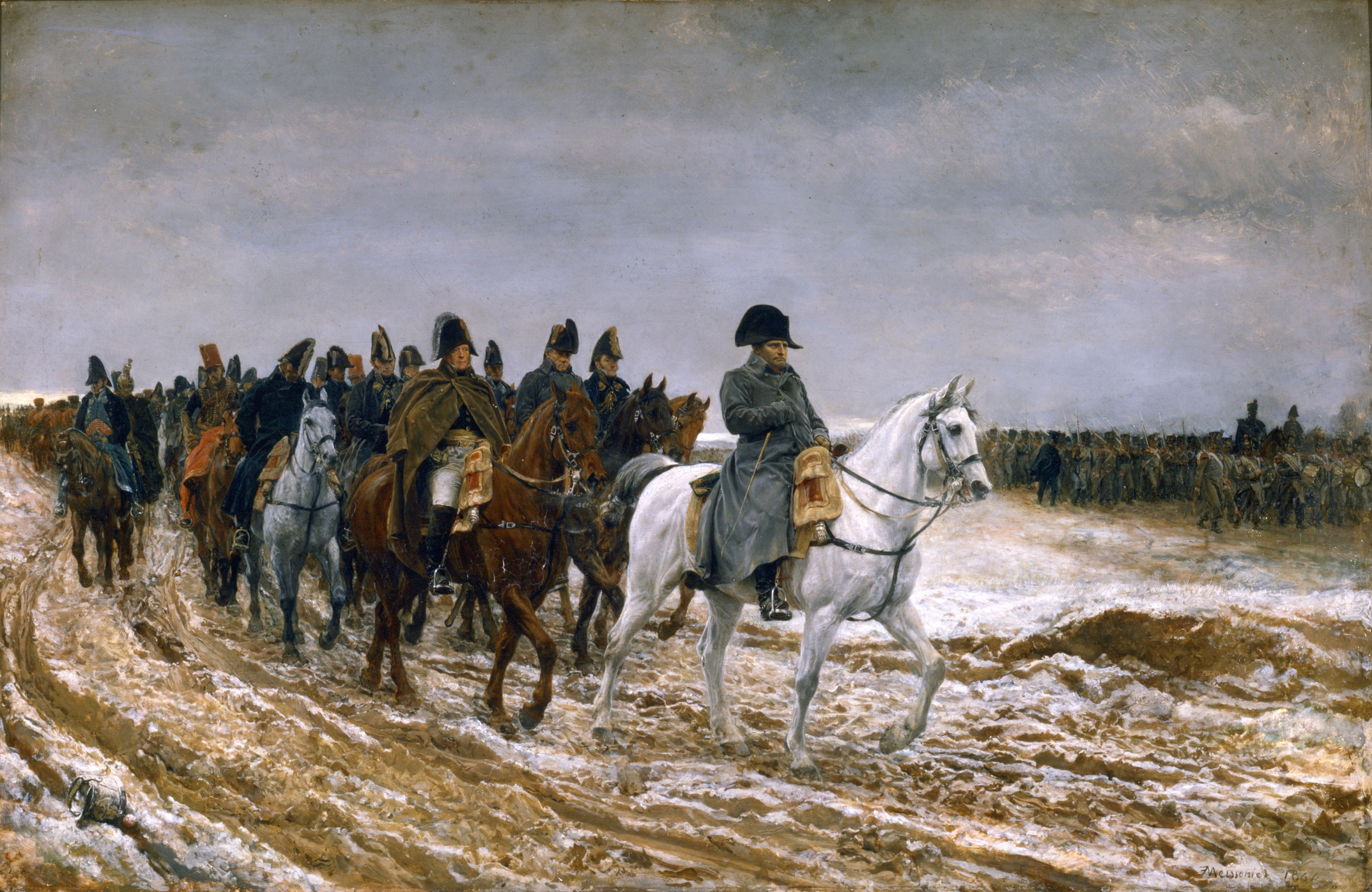
1814, La Campagne de France